# 林宰平
林宰平（1879年—1960年），名志钧，字宰平，号北云，福建闽侯人，哲学家。

## 生平
辛亥革命前留學日本。回国后曾任北洋政府司法行政部部長，为梁启超研究系主要成员之一。曾参与科玄论战，后在清华国学研究院和清华大学哲学系任敎。其子林庚为北京大学教授。